# わが青春のアルカディア
『わが青春のアルカディア』（わがせいしゅんのアルカディア）は、1982年7月28日に東映パラス系で公開された松本零士原作のアニメ映画、ならびに『戦場まんがシリーズ』の一編。本項では主に前者について詳述し、後者についても触れる。

## 概要
- 前年に上映された配収11億円以上の『さよなら銀河鉄道999』のヒットに乗り、続く松本零士原作作品として期待されたが、配給収入は6億5000万円で他の松本劇場アニメと比べても今ひとつだった[1][2]。また続編がテレビシリーズ『わが青春のアルカディア 無限軌道SSX』として製作されたが、こちらも視聴率は振るわず、全22話で打ち切りとなっている。そのため、次の劇場公開作品として企画されていた『QUEENエメラルダス』は制作中止になり、事実上松本アニメブームは終焉を迎えた。
- ファントム・F・ハーロックI世の声を演じた石原裕次郎のギャラが、1分30秒で1000万円[3]とも5分で1000万円以上とも言われ、この高額な出演料がアニメ誌などで取り上げられた。それに対し青二プロは「テレビ30分番組のギャラはトップランクで3万円、最低ランク5千円と決まっています」、「今日のアニメブームの一因は、我々が安い出演料で頑張ったからだ」と声優たちの憤りを表明した[3]。
- DVDは2004年4月21日、Blu-ray版は2013年8月9日に発売された。BD版は本編の光学録音音源をベースに一部MEテープを足して作成した擬似5.1ch音声と、短編映画「アルカディア号の謎」も収録されている。なお本作は劇場版『銀河鉄道999』同様、スタンダードサイズで制作されたが、DVD、BD版は上下トリミングされて16:9での収録。『無限軌道SSX』本編に本映画からの流用シーンがあり、ノートリミングサイズの映像はそこで確認可能である。
- 松本零士にプロの漫画家になる決心をさせたヨーロッパ映画『わが青春のマリアンヌ』（原作小説『痛ましきアルカディア』(de:Peter de Mendelssohn 1932)）と類似のタイトルを持つ。
- 東急エージェンシー創立20周年記念作品として製作された。

## ストーリー

### 映画版
人類が地球の空を飛び始めた20世紀、海賊騎士の末裔であり航空世界の空を征服してきた航空探検家ファントム・F・ハーロックは、双翼の愛機「アルカディア号」と共に「スタンレーの魔女」と呼ばれる魔の山があるオーエンスタンレー山脈に挑んでいた。難攻不落の魔の山の攻略に命をかけたハーロックは、「我が青春のアルカディア」という著書を書き残し、その本は後々の子孫にも読みつがれていった。
それから約1000年後の未来、外宇宙へと進出した地球人は、謎の異星人イルミダス星人に侵略され、地球を征服されていた。太陽系連邦軍はイルミダスに降伏し、連邦艦の艦長として難民を移送していた若いハーロック(一族の遠い子孫)も地球で武装解除された。
地球で「自由アルカディアの声」という地下放送の無線を聞くハーロック。住む家もない地球人たちを励ますために「明日は来る」と訴え続ける無線の声は、ハーロックの恋人マーヤのものだった。だが、マーヤはイルミダス星人に疎まれ、追われる身となって姿を隠していた。
降伏した連邦軍の軍人たちは地球で食券だけを与えられ、職もなく放逐された。食堂で連邦軍の工兵であるである大山トチローと知り合うハーロック。イルミダスに対する反乱について話していたハーロックとトチローはイルミダス軍のゾルに捕えられ、記憶分析機でチェックされた。その結果、二人は遠い先祖の代から縁があり、先祖同士が何度も友情で結ばれていた事が判明した。
宇宙時代のハーロックたちが知らない先祖の物語。第二次世界大戦時、ファントム・F・ハーロックの息子で同名のハーロックⅡ世は、第二次世界大戦時、ドイツ空軍エースとして活躍していたが、ドイツの敗色が濃厚となった頃、運命の人物である日本人の大山敏郎(トチロー)と出会う。大切な父の形見の照準器をトチローに託し、安全な中立国スイスに逃したハーロックは、軍人の使命を果たすべく敵兵の迫るドイツ圏内に戻って行った。
再び1000年後の地球。イルミダス軍のゾルはトカーガ星人で、イルミダスに征服され軍人として働かされている男の一人だった。イルミダス軍は不要になったトカーガ星を絶滅させる役目を地球政府に命じ、その部隊の輸送をハーロックに依頼した。地球の庇護のために他の星を滅ぼす手助けをしようとする地球政府に反発し、立ち去るハーロック。
地球人を励ます放送を続けていた恋人のマーヤを探し、一瞬だけ巡り合うハーロック。だが、軍の襲撃を受けたために二人は離れ離れとなり、ハーロックは片眼を失う重傷を追って逃げ延びた。
宇宙の自由貿易人として、どの組織にも属さないエメラルダスと出会うトチロー。イルミダス軍に所属していたトカーガ星人たちは、母星が滅ぼされると知り、エメラルダスの船を奪ってトカーガ星に帰ろうとした。「他にも船はある」と、密かに造ったアルカディア号を披露するトチロー。アルカディア号はハーロックを船長としてトカーガ星人の救出に向かった。
イルミダスはハーロックを投降させるために、捕えたエメラルダスとマーヤを銃殺すると脅しをかけた。しかし、男の使命を果たすために引き返そうとしないハーロック。イルミダスを見張るために地球に残っていたゾルは、仲間を率いて処刑直前のエメラルダスたちを救い出した。しかし、ゾルは戦死し、マーヤも重傷を負ってしまった。
トカーガ星に到着するハーロックたち。だが、トカーガ星はすでに死の星だった。数人の生き残りの兵士と、負傷したゾルの妹だけを救出して地球への帰路につくハーロックたち。だが、ゾルの妹は船内で死亡した。
イルミダス軍をかわすために、燃え盛る「プロミネンスの火の川」の突破を試みるハーロックたち。この灼熱の星系は有名な難所で、かつてハーロックの先祖が複葉機で挑んだ山と同じに、「宇宙のスタンレーの魔女」と呼ばれていた。しかも、船に生体反応があると炎に引き寄せられやすい性質があるため、乗組員のいるアルカディア号では通過は困難かと思われた。
ようやく「火の川」から脱出するアルカディア号。だが、船内には救助して来たトカーガ兵たちの姿がなかった。トカーガ最後の女性であったゾルの妹に死なれ、数名の男だけが残った結果、種の存続を諦めた兵士たちは、船の生体反応を減らすために灼熱のプロミネンスに身を投じたのだった。
堂々と着陸許可を得て地球に戻り、瀕死のマーヤと最後の別れを交わすハーロック。ゾルとマーヤの遺体を引き取ったハーロックと仲間たちに、地球政府は地球からの永久追放を宣告した。数人の男を乗組員に迎え、地球を去ろうとするハーロックに、船による一対一の決闘を申し出るイルミダスの地球占領軍司令官ゼーダ。
宇宙空間でゼーダの巨大な旗艦と戦うアルカディア号。ハーロックに破れたゼーダは、乗組員を退艦させた上で自爆して果てた。ゼーダは、わざとイルミダス艦隊から逃げ切れる宙域にアルカディア号を導いていたが、敢えてイルミダス軍に戦いを挑むハーロック。
ゼーダは自艦を自爆させた衝撃波でイルミダス軍にレーダー障害を起こさせ、レーザー砲がアルカディア号を狙い難いよう細工していた。慌てる敵艦隊を中央突破し、旗艦に乗り込んで指揮官を射殺するハーロック。慌てたイルミダス艦は右往左往し、味方同士で衝突して自滅して行った。
ゾルとその妹、そして愛するマーヤを宇宙葬で葬ったハーロックは、己が信じる「俺の旗の下」にだけ戦い続けると誓い、全宇宙を舞台として旅立った。

### 漫画版
第二次世界大戦末期、ドイツ空軍の撃墜王であるファントム・F・ハーロックII世は、日本人技術者の台場と出会い、祖国の敗北が迫る中、シンパシーを感じあい、友と認めた台場を中立国スイスへ逃がすために最後の戦いに飛び立っていく。

## 登場人物
ハーロック
声 - 井上真樹夫
元太陽系連邦軍戦艦デスシャドウの艦長。
地球が敗北したことで失意の想いを抱き、恋人マーヤをかばって右目を失ってしまうが、1000年来の友であるトチローとの出会いと、マーヤの励ましによって立ちあがる。
トチロー
声 - 富山敬
元太陽系連邦軍技術士官。
地球がイルミダスに敗れた後も抵抗の火を灯し続け、乞食のような真似をして屈辱に耐えながら、無敵の宇宙戦艦アルカディア号を造り上げ、1000年前の祖先のようにハーロックと行動を共にする。
エメラルダス
声 - 田島令子
宇宙自由貿易人（一言で言うと、密輸商人）。
トチローを惚れさせた美貌の持ち主。ハーロック達に手を貸したことでマーヤと共に処刑されかけたり、地球を永久追放処分となるが、横暴な勢力や権力には決して屈しない意思を表明するため、マーヤの血で染めた赤いドクロの海賊旗を掲げる。
トレードマークの生涯残る頬の傷は、この作品でつけられたことが描かれている。
マーヤ
声 - 武藤礼子
ハーロックが生涯でただ一人愛した女性。
ハーロックのマントとコスチューム、髑髏旗は彼女の手作りによるもの。地球で地下放送「自由アルカディアの声」を流し、愛するハーロックと絶望に打ちひしがれる地球人達を勇気づける活動をしていたが、イルミダスの弾圧と凶弾に倒れる。エメラルダス曰く「触れたら壊れてしまいそうな優しい姿の奥に、炎のようなマグマを抱いているような人」。
ラ・ミーメ
声 - 山本百合子
TVシリーズのミーメの妹。
母星アロザウルス星をイルミダスによって失ってしまい、ただ一人生き残って、地球占領軍司令官ゼーダの秘書となっている。愛するゾルにイルミダスの秘密情報を伝える役割を担い、アルカディア号にハーロック達と共に乗り込む。発声する時には左胸が青く明滅する。
ゾル
声 - 池田秀一
トカーガ星の誇り高き勇士で、地球駐屯トカーガ人達のリーダー的存在。ハーロックとトチローを拘束した際に、2人を記憶分析機にかけて、1000年来の友人となった2人の関係を明らかにしている。
同族や母星をイルミダスの人質に取られ、失意のまま降伏し、表向きにはイルミダス専属の傭兵となって従っている。地球連邦軍時代のハーロックとはキャスルメイン星団区で戦ったこともある。そしてぶつかり合いと誤解を乗り越えてハーロック、トチローと男の友情で結ばれ、共に再びイルミダスと戦う道を選ぶが、非業の死を遂げる。
原典の『宇宙海賊キャプテンハーロック』でも容姿こそ違うものの、同名でかつ故郷の星もトカーガで、母星がマゾーンに降伏して傭兵にさせられ、ハーロックと友情を結んだものの、同じく悲劇の最期を遂げる戦士が登場した。
老トカーガ兵
声 - 森山周一郎
地球に駐屯していたトカーガ人の最古参で、ゾルの相談役と、地球トカーガ人のまとめ役を担っている。
母星の危機を救うためにゾルの代役でラ・ミーメと共にトカーガ星へ向かったが、母星は消滅させられ、トカーガ最後の女性となったミラの死を見届けた後、わずかに生き残った兵士達と共に、「宇宙のスタンレーの魔女」と呼ばれる二重太陽ベスベラスに架かるプロミネンスの炎の河で苦闘するハーロック達に、母星のために戦ってくれた恩返しをするために命を絶つ。
配役は当初、久松保夫が担当する予定だったがアフレコ前に急逝したため、急遽、森山の起用となった。
ミラ
声 - 鶴ひろみ
ゾルの妹で、何人かいるゾルの弟や妹達の中の一人。
イルミダスの攻撃に遭い、兄ゾルがトカーガを救うことを願い続けていた。トカーガ星に降り立ったハーロック達に救助されるものの、既に衰弱していた彼女は生命力を取り戻すことなく、兄の死を知らぬまま短い生涯を終えた。続編のTVシリーズ『SSX』登場キャラクターのレビは、ミラと同一の容姿で声も同じく鶴ひろみが担当。
トリさん
声 - 大竹宏
ゾルの愛鳥で、ただ一羽生き残ったトカーガ産のハゲタカ。
ゾルの弟や妹達がイルミダスの攻撃で死んだ後、その遺体を庇いながら悲嘆にくれていた。
ゼーダ
声 - 石田太郎
イルミダス地球占領軍司令官。軍人として占領軍司令官として相応しい力量と人格を持ち合せているが、母星の強圧的なやり方には反発している。自分自身が信じる自由の旗を掲げて戦うことを願い続けていたがそれができなかったためハーロック達の心情は理解している。彼等を勇敢な戦士として認め高く評価し羨ましく思う一方、嫉妬にも似た憎しみも抱いてる。終盤では地球を離れるハーロックに決闘を申し込み自艦スターザット号で対決する。その決闘の邪魔が入らないよう、母星からの増援艦隊から離れた地点で堂々と挑む。激しい砲撃戦の末最後はハーロックと友情を結び爆散した。後の展開によりこの決闘はゼーダ自らの命を賭してアルカディ号を救う為だったことが分かる。
ムリグソン
声 - 青野武
ゼーダの副官。しかし母星の高圧的なやり方の代弁者でゼーダの温和な占領政策を手ぬるいと批判していた。
地球人をはじめ、イルミダス以外の人間を虫けら同然に見なしており、抵抗するものは徹底的に弾圧する。小心者で陰湿な性格であり、エメラルダスの頬の傷を付けた犯人。トライターと組んでの地球人弾圧行為でゼーダの怒りを買い、見捨てられた挙句、ハーロックの重力サーベルで射殺される。
トライター
声 - 高木均
イルミダスの傀儡政権となった地球連邦政府協力内閣首相で、フルネームは「トライター・バイコック・ヘドル」博士。
地球の安泰のみを考え、イルミダスに徹底的な恭順さを見せてなびき、それに抵抗する人々の弾圧に力を注ぐ典型的な「強きを助け、弱きをくじく」政策で、ゼーダからは蔑視され、エメラルダスからも非難されるように、保身のためなら相手を後ろから平気で撃つような卑劣漢であり、地球人からも支持されていない。
一連のイルミダスへの抵抗運動を起こした原因であるハーロック、トチロー、エメラルダスを危険分子とみなし、地球から永久追放処分とする。
黒衣の指揮官
声 - 柴田秀勝
イルミダス地球増援艦隊司令官。「黒衣の指揮官」はエンディングでのクレジット表記である。
地球での反イルミダス運動に対し、増援部隊として624隻の艦隊を率いて出撃し、トカーガ星を脱出したアルカディア号の進路妨害の他、ゼーダとの決闘の後のアルカディア号を狙うが、敗れる。
ファントム・F・ハーロックI世
声 - 石原裕次郎
ハーロック一族の初代当主。
航空探検家として、世界の空を愛機である複葉機アルカディア号と共に挑んできた。
人生の老年期を迎えた時、「スタンレーの魔女」の異名を持つスタンレー山脈に挑む。その時を綴った著書が「わが青春のアルカディア」である。アバンタイトルでその様子が描かれ、あざ笑う魔女（声 - 増山江威子）の幻聴を聞きながらスタンレー山脈に挑むところでタイトルが出るという流れとなっている。
ファントム・F・ハーロックII世
声 - 井上真樹夫
ハーロック家二代目当主で、第二次世界大戦時のドイツ空軍軍人。
愛用の照準器「Revi/C12D」で幾多の戦場を巡り、その照準に捉えた全ての敵機を撃ち落としてきたドイツ空軍の撃墜王だった。
母国の敗北が決定的になった大戦末期、1000年の時を超える友となる大山一族の日本人敏郎（原作では台場 元）と出会う。
なお、映画では両眼があるが、原作版『不滅のアルカディア』ではすでに片目となっており、スイスにたどり着いた後、ドイツ領内に侵攻したフランスのレジスタンスの銃床で残った目を突かれ失明する。また、セレンという名の娘を後日もうけている。
台場 元（だいば げん：原作版）/大山 敏郎（おおやま としろう）
声 - 富山敬
旧日本海軍技術者で、電動リフレクターサイトといった新型照準器の開発をし、『わが青春のアルカディア』も愛読していた。
技術交換でドイツに来ていたが、大戦末期の連合軍の包囲によって脱出できなくなっていたところで、ハーロックII世と出会う。ハーロック機に乗り込み、スイスへの脱出を図るが、被弾したハーロック機の昇降舵のワイヤーが切れた際に、自分の体を縛って昇降舵をかろうじてつなぎ止めた。
そんな彼の行為に心を打たれたハーロックII世は、愛用の「Revi/C12D」を手渡し、日本に帰国した後に敏郎は大山家の家宝としてそれを子孫に伝え、時を超えたまま守り続けてきた。
原作では大山姓ではなく、台場という姓になっている。日本への帰国後に息子を儲けたが、その息子は父の死後、「Revi/C12D」を返しに年老いたハーロックII世の元を訪ねている。コバルト版ではこれを踏まえて大山敏郎の息子がハーロックII世のもとを訪れ、そこで出会ったハーロックII世の娘と結婚するという展開となっており、トチローはその遠い子孫という設定である。

## 登場メカニック

### 艦船
アルカディア号
トチローが船を託すに値する船長を探すまで、地下ドックに隠されている。
自動照準機が破損した場合は、第二次世界大戦時の手動照準機「Revi C/12D」で砲撃可能。
デスシャドウ号
冒頭で登場。太陽系連合の植民惑星で暮らす市民（主に地球からの移民者）の引き揚げに使用されている。
その後イルミダス地球占領軍総司令部前に着陸させられ、武装解除を命じられる。
クイーン・エメラルダス号
本作のエメラルダスは「宇宙自由貿易人」であったため、貿易船として行動している。
イルミダス艦
太陽系連合（地球側）の無敵艦隊を破った、イルミダス艦隊の主力艦。
艦舷側にずらりと並べられた砲門群「ラインレーザー砲」が主な武器。構造上、首尾線方向への火力は弱い。
葉巻型の船体をした艦で母星艦隊ともなると、その総数624隻を誇る大機動部隊となる。
スターザット号
地球占領軍司令ゼーダがハーロックとの決闘に用いた艦で、イルミダス艦隊の旗艦。
3つの船体で構成され、両舷船体が大破した後は無傷の中央船体を切り離して戦うことが可能。
「ラインレーザー砲」は両舷側面に縦6列配置。片舷当たりの弾幕は強烈で無数の砲列がつるべ撃ちを行う。
劇場用パンフレットの記載によれば全長633m、全幅296m、全高139m。次元反転三式機関で乗員は中央25名、左右各15名で計55名とされる。
大型艦（旗艦）
イルミダス地球増援艦隊の旗艦で黒衣の指揮官座乗艦。
葉巻型船体を二つ横に繋げた船体だがスターザット号のように分離はできない。
火力は高いが装甲は意外と弱いらしい。本編ではブリッジにハーロックが乗り込み司令官を倒す。
中型艦
イルミダス地球増援艦隊の主力艦船。葉巻型の船体。
小型艇発進口を備えている。
小型艦
イルミダス地球増援艦隊の主力艦船。葉巻型船体を縦に二つ繋げた形をしている。
当時の一部書籍では中型艦として紹介されているものもあるが、設定画では小型艦と書かれている。
ブリッジ内の設定画も作られたが本編では大型艦ブリッジ内の描写になった。

### 飛行機
初代アルカディア号
ハーロック一族の祖先、航空探検家のファントム・F・ハーロック愛用の複葉機。実在の複葉機には無い下部に補助翼があるデザイン。この機体で初代ハーロックは世界最高ピークの空を征服してきたが、最高峰5030mのオーエン・スタンレー山脈の前に阻まれる。
メッサーシュミットMe109
第二次世界大戦当時のハーロックの先祖で、ナチスドイツ空軍大尉にしてエースパイロットだったファントム・F・ハーロックII世が使用していた機体。ハーロックII世は「俺の目」として照準機「Revi C/12D」をこの機体に搭載させ、バトル・オブ・ブリテンなど、幾多もの戦場を戦ってきた。
スピットファイア
イギリス空軍の防空戦闘機だが、戦争末期になるとドイツ国内深くにまで進攻してきた。なお、アメリカ空軍のムスタングもデザインされていたが、本編未登場。
スペースウルフ
アルカディア号の艦載機。テレビ版『ハーロック』に登場していたものとほぼ同一のデザインだが、本作では実在する戦闘機を意識したカラーリングに変更され、『ハーロック』版にあった下部尾翼が廃されている。トカーガ星に渡ったハーロック達が使用。
ヤゴ型戦闘機
イルミダス軍が使用する単座戦闘機。名前通りトンボの幼虫ヤゴのようなフォルムで、下部に魚雷を搭載している小型機で、地球大空港に配備されていたが、アルカディア号発進の際の巻き添えを喰ってしまう。
トンボ型戦闘機
イルミダス軍の無人戦闘機。全長12m、翼幅10m。その名前のようにトンボのようなレーザー搭載4枚翅を持ち、頭部に複眼型センサーを備える。イルミダスに用無しとみなされたトカーガ星住民を虐殺し、ハーロック達も攻撃した無人殺戮兵器。

### 戦車
T-34
第二次世界大戦時のソ連の主力戦車。ドイツ国内に連合軍と共に進撃してきた。
M4シャーマン
1945年当時のアメリカ陸軍主力戦車。連合軍の一団として末期ドイツに侵攻する。
ゴキブリ型戦車
イルミダス軍の無人戦闘戦車。全長15〜16m。故郷に降り立った老トカーガ兵を攻撃したが、生き残りのトカーガ兵達の攻撃で破壊される。ゴキブリに似たキャタピラ胴体から前方に突出した触角のようなビーム砲を備えたフォルム。原作版『新竹取物語1000年女王』のラーメタル戦車としても出ている。

### 車輌
ゼーダ用エアカー
全長9.8m、全高2.7m。ゼーダが使用するジープタイプのシャープなデザインのエアカー。座席は4つで、運転席が前にある。動力は反転式熱水素エンジンで、ガスレーザー砲を武装として2門搭載している。
軍用エアカー
円盤型のイルミダスエアカー。大空港での戦闘で登場。
電波探知エアカー
全長12m、全高2.5m。単座のエアカーで名前通り、マーヤの地下放送を探り当てるのに重要な役割を担ったと思われるが、本編には登場しなかった。乗員数は2名。探知用ながらガスメーザン砲一門も武装として装備している。
消防車
大空港のシーンで登場。消火活動では無く、暴徒鎮圧に用いられる。
パトカー
序盤の酒場のシーンで乱闘を押さえるために出動。劇場版『999』にも登場したタイプ。

## 舞台
オーエンスタンレー山脈
映画冒頭、ファントム・F・ハーロックが挑んだニューギニア島にある赤道直下オセアニアの大山脈。なお、ハーロックが挑んだジャヤ峰（プンチャック・ジャヤ）は最高峰5030mとなっているが、これは古い記述なので正しくなく、実際のジャヤ峰の高さは4886mで、本来のオーエンスタンレー山脈から西に離れたスディルマン山脈にある。
地球大宇宙港
地球へ帰還した難民地球人を乗せたデスシャドウ号が不時着した場所で、現在はイルミダス艦艇でそのほとんどを占められている。ここの建物がイルミダス地球占領軍の本部として機能し、そして地下には太陽系連邦軍の艦艇用巨大ドックがあり、トチローはここでアルカディア号を完成させる。
アウトバーン
第二次世界大戦時、独空軍のエースであるファントム・F・ハーロックII世が、燃料補給の為に着陸（支脚が材質劣化で折れて不時着）した場所。ここで千年先の子孫を通す友人大山敏郎と出会い、敏郎をスイスに逃がす目的も兼ねて、最後の機体に乗り換えて飛び立つ。
海岸
ハーロックとトチローが、ゾルの調査が終わった後にやってきた場所。正確には海岸ではなく、本来海だった所がイルミダスの攻撃で海が干上がってしまった場所。ここでハーロックはトカーガ抹殺の義勇軍に参加するようトライターに要請され、トチローはプロミネンスの炎の河を突破し損ね、不時着したクイーン・エメラルダス号でエメラルダスと出逢い、更にゾル達トカーガ星人達と親交を結び、再びイルミダスと戦う決意をした場所でもある。
トカーガ星
イルミダスに屈服したゾル達の出身星。かつては高度な文明と伝統を重んじる民族で栄えていたが、イルミダスに用済みと見なされて住民達は虐殺され、地表も徹底的に破壊されただけではなく、惑星破壊超重力波爆弾で星自体もアルカディア号が脱出した後に爆破されてしまう。
イルミダス星
イルミダス星人達の故郷で、周囲に艦艇の発着ポートとドックを兼ねた巨大なリングで囲っている軍事大国。地球占領軍増援艦隊を派遣したが、続編の『SSX』で消滅させられる。
プロミネンスの炎の河
クイーン・エメラルダス号が突破し損ねた二重太陽ベスベラスにかかる5つの炎の河で構成される宇宙最大の難所。突破しようとする宇宙船に単に重力が働くだけではなく、船内の生体反応によってさらに強く引きずり込もうという性質も働く事で、「宇宙のスタンレーの魔女」と呼ばれて恐れられている。
トリケラトプス
イルミダス艦隊を撃破したハーロック達が、映画ラストでゾル、ミラの兄妹とマーヤを宇宙葬にした巨大惑星。ここで3人と別れた後、ハーロック達は己の信じるもののためにだけ、生涯をかけて自由の旗の下に戦う決意と宣誓をして旅立つ。
ラ・ミーメの故郷やこの星のように、惑星に恐竜の名前がつけられることがあるのも松本作品の特徴となっているが、本編ではこの惑星の名は呼ばれていない。

## 主題歌・挿入歌など
- 主題歌エンディング「わが青春のアルカディア」、挿入歌「白夜にひとり」
  - 作詞 - 山川啓介 / 作曲 - 平尾昌晃 / 編曲 - 矢野立美 / 歌 - 渋谷哲平
  - パチンコ機「CRフィーバーキャプテンハーロック」ではこの曲のカバーバージョンが使用されており、歌い手は高取ヒデアキとなっている。カバー版はCD化されていないが、このパチンコ機を基にしたプレイステーション2用ゲームソフト『必勝パチンコ★パチスロ攻略シリーズVol.9 CRフィーバー キャプテンハーロック』で聴くことができる。
- 挿入歌
  - 「太陽は死なない」、「星空のラストソング」
  - 歌 - 朝比奈マリア
- レコード（CD）はすべて日本コロムビアより発売。「白夜にひとり」、「星空のラストソング」共に本編未使用で「星空の-」はエンディングのクレジットに題名のみ表記。
- この他、BGMとして以下のクラシック音楽が使われている。
  - アントニン・ドヴォルザーク『交響曲第9番「新世界より」』第1楽章
  - エドヴァルド・グリーグ『ペール・ギュント』第2組曲 第4曲「ソルヴェイグの歌」
  - グスタフ・マーラー『交響曲第5番』第1楽章
  - トマゾ・アルビノーニ（偽作）『アダージョ』
- 劇中音楽の一部は、同じく木森敏之が音楽を担当した、ダーティペア（テレビ版）や、火曜サスペンス劇場のオープニングなどに転用されている。

## スタッフ
- 製作総指揮 - 今田智憲
- 企画 - 有賀健、高見義雄
- 企画・原作・構成 - 松本零士
- 監督 - 勝間田具治
- 脚本 - 尾中洋一
- 作画監督 - 小松原一男
- 美術監督 - 伊藤岩光
- メカニックデザイン - 板橋克己
- アルカディア号デザイン協力 - スタジオぬえ
- 音楽 - 木森敏之
- 指揮 - 熊谷弘
- 演奏 - 新日本フィルハーモニー交響楽団
- 撮影監督 - 町田賢樹
- 編集 - 千蔵豊
- 録音 - 今関種吉
- 作画監督補佐 - 青山充
- メカニックキャラクター担当　角田紘一
- 原画 - 森利夫、柳瀬譲二、後藤紀子、野田卓雄、高橋信也、金田伊功、福田忠、横山健次、八島善孝、長崎重信、鍋島修、今川よしみ、田辺由憲、星川信芳、服部一郎、武荒恵、保谷由佳、白南烈、的場茂夫、小川明弘、阿部隆、木野達児
- 動画チェッカー - 梅津泰臣、亀田真須美、水野祥司
- 動画 - 板野隆雄、服部照夫、小林敏明、石山毬緒、薄田嘉信、金山圭子、岸本良子、吉田健二、根岸博文、永井恵子、佐藤恭子、三谷節子、池田紫、矢地久子、三木佳人、林志成、奥野明代、黒見妙子、小林直美、多田雅治、松村啓子、加藤良子、上野茂々子、青井清年、田中勇、服部圭一郎、山田みよ、長沼寿美子、鈴木智子、藤井晨一、戸澤稔、長野旦史、熊倉弘美、斉藤尚子、濱洲英喜、中鶴勝祥、安藤正治、新井浩二、青梅房子、青村悦子、植松由美子、吉沢亮吉、江野沢柚美、米山幸子、阿部卓司、飯田つとむ、上野阿津子、大島孝美、岡安敏子、今熊眞一、飯田浩美、鈴木弥生、高橋のり子、高田和子、宮川喜代美、しの原静代、大野好久、石本裕、沖本日出子、関口貴之
- ゼログラフ - 富永勤、林昭夫
- トレース - 五十嵐令子、奥西紀美子
- 彩色 - 藤橋清美、後藤美津子
- 特殊効果 - 平尾千秋、岡田良明
- 仕上検査 - 塚田劭、森田博
- 背景チーフ -池田祐二
- 背景 - 土居規夫、高田茂祝、金箱良成、市野洋子、池田悦子、石井満、小泉壮平、中村靖、田沢英夫、沢田隆夫、丸森俊昭、市原勝義、佐貫利勝
- 監督助手 - 吉沢孝男、江幡宏之
- 記録 - 池田紀代子
- 製作進行 - 楠美直子
- 仕上進行 - 平賀豊彦
- 美術進行 - 木村透、鳥本武
- 製作進行主任 - 池上悟
- 撮影監督補佐 - 武井利晴
- 撮影 - 片山幸男、池田重好、高梨洋一、細田民男、清水政夫、相磯嘉雄、福井政利　　坂西勝、帯刀至、今村昌史、山口省司、金井正美
- 編集助手 - 喜多伴子、渡辺美和子
- 録音助手 - 市川修
- 音響効果 - 伊藤道広
- 録音スタジオ - タバック
- 現像 - 東映化学
- 宣伝プロデューサー -徳山雅也
- 協力プロダクション - OH プロダクション、ムッシュ・オニオン、スタジオ・コクピット、玉沢動画舎、スタジオ・ルック、スタジオ・カーペンター、グループ・ライナス、草間アート、ラストハウス、タイガー・プロダクション、プロダクション・ルーズ、アド コスモ、ピグモン、スズキ動画企画、オンリー フォア ライフ、こずえ アニメ、スタジオ・ワールド、タカ・プロ、スタジオ・タージ、協栄プロ、プロダクション・アクト、スタジオ・ワイエス、(有) マスコット、ピーターパン、マジック ハウス、(有) スタジオ・コスモス、ACC 谷原スタジオ、イマジネーションプロダクト、青二プロダクション、株式会社 メイジャー、プロダクション零時社
- 製作 - 東急エージェンシー/東映
- 製作協力 - 東映動画株式会社
- 配給 - 東映
- 協力 - 東急レクリエーション

## 商品展開
プラモデル
バンダイから1/1000スケールアルカディア号が発売。TV宇宙海賊の鋭角艦首版のプラスチックモデルはタカラから発売されていたが、こちらの艦首髑髏版はバンダイから発売。
この他艦首髑髏版は縮小された1/1600スケールで発売された他、続編の『SSX』とも合わせた商品展開では、同1/1600スケールのデスシャドウ号とクイーンエメラルダス号も登場。
ゲーム
バンダイifシリーズ「わが青春のアルカディア」
ウォー・シミュレーションゲーム（カード戦闘システムによるボードゲーム）。ハーロックVSゼーダの幾多の宿命の対決をストーリー仕立に織り混ぜてゲーム化。
アーケードゲーム
シグマ（現・KeyHolder）が開発した『ニューヨークニューヨーク』の、背景（自由の女神からハーロックへ）やBGMを変更したバージョン。正式にライセンスを取っているが、敵のグラフィックなどは何も変えないまま、インストラクションカードで「イルミダス軍」と表示している。
小説
本作の脚本を担当した尾中による上下巻の集英社のコバルト文庫版と、井口佳江子によるソノラマ文庫版のほか、低年齢層向けには三浦清史による上下巻の集英社モンキー文庫版がある。コバルト版ではハーロックが純粋にハーロック一族の血を引く者ではなく、頬に傷を持って捨てられた赤子をハーロック夫妻が拾って育てたという筆者オリジナル設定となっている。

## その他
- 『わが青春のアルカディア』のタイトルを用いた作品は、1976年に松本により『戦場まんがシリーズ』の一編として描かれており、単行本と納められている短編のタイトル名としても使われている。原題は『不滅のアルカディア』で、単行本収録に伴い改題された。
- 『戦場まんがシリーズ』では、ファントム・F・ハーロックII世を主人公にしている。ハーロック家の先祖は文字通りの海賊だったが、ハーロックII世はナチス・ドイツ空軍のエースパイロットだった。そこで、照準器開発のため渡独していた日本人技術者の台場元と出会う。その後、フランスのレジスタンスにより両目を潰され失明。戦後は西ドイツで晩年を過ごした。映画では、台場が大山トチローの祖先・大山敏郎に変更されている。
- 本作に登場するハーロックの先祖のエピソードはこの短編と、同じく『戦場まんがシリーズ』の「スタンレーの魔女」がベースとなっている。またハーロックがスタンレーに挑んだ先祖にならい、突破しようとする宇宙の難所・二重太陽ベスベラスや恋人のマーヤ、トカーガ人の戦士ゾルとその妹ミラの宇宙葬を行う惑星トリケラトプスなど本作で舞台となる場所は『クイーン・エメラルダス』で登場している。
- イルミダスに敗れて地球に帰還したハーロックがトチローと出会うあたりの描写は、1980年に小説ジュニアに3回にわたって連載された松本零士自身による小説「ハルダートシリーズ(1)陽炎軌道・(2)赤いデスシャドー・(3)掲げよわが旗を」をベースにしている。「ハルダートシリーズ」は後に単行本「零次元宇宙年代記」収録時に一部キャラクター名を変更し「ガンフロンティアII」と改題された。
- 本作の予告編2本に登場するアルカディア号の映像には、アニメ映画『銀河鉄道999』からのものが一部使用されている。
- 予告編の映像ではハーロックの右目はゾルに銃で撃ち抜かれていたり、Y字架にかけられたエメラルダスの戦闘服が切り裂かれるシーンがあるが、いずれも本編では使用されていない。本編では前者はイルミダス兵の銃撃を受けて右目を負傷する、後者はY字架に架けられた段階ですでに戦闘服が切り裂かれた状態になっているものに変更されている。
- 本作を制作した東急エージェンシーの親会社である東急電鉄では、本作の公開にあわせこどもの国で開催されたイベント向けに東急田園都市線で臨時列車『アルカディア1号』を運行した。乗客は事前応募制の抽選で選ばれ、運行区間は渋谷から長津田までの片道、長津田駅でこどもの国線普通列車（『アルカディア2号』）に接続するダイヤだった。いずれの列車も車体正面には海賊旗と『アルカディア1号(2号)』というステッカー装飾がなされた。当初は1982年8月3日の運転予定であったが、台風の影響で4日に順延された。
- 押井守は映画版に関して、「殆ど全編が愁嘆場だけで作られた壮烈な映画」と評しており、10分間隔で愁嘆場が発生し、登場人物たちが只管泣きまくる描写に加えて、洋画『さらば友よ』を引き合いに、90年代当時は死語となっていた言葉の羅列が多く、それらが松本零士特有のロマンチシズムから来るものであると理解はしつつも、大嫌いな世界観だと述べた上で、「誰か止める奴はいなかったのかと思うくらい凄く異様な映画だった」と語っている[8]。